# 高橋亮平
高橋 亮平（たかはし りょうへい、1976年5月4日 - ）は、キャリア形成や政策形成論から人材育成を図っている人物。
中央大学商学部元特任准教授、元市川市議会議員（2期）。

## 経歴
千葉県市川市生まれ。市川市立大野小学校、市川市立下貝塚中学校、千葉県立国府台高等学校、明治大学理工学部建築学科卒業。2000年12月、選挙権年齢の引き下げ（18歳選挙権）を目指して、「NPO法人Rights」を設立。一般社団法人生徒会活動支援協会において理事長を務めるなど、教育改革に力を入れる。AERA「日本を立て直す100人」に選出される
2003年に市川市議会議員に初当選。2007年に再選。2期目中の2009年、市川市長選挙に立候補したものの、落選した。その後「NPO法人万年野党」を創設（共同発起）、アドバイザリーボードに就任。
2014年2月22日、参考人として衆議院憲法審査会に招致され、投票権年齢と選挙権年齢の同時引き下げを主張した。
2014年4月、中央大学特任准教授に就任。同大学商学部の「ビジネス・プロジェクト講座」を担当し、主に新規事業提案、起業家育成教育を行う。
2017年3月31日をもって、同大学特任准教授を退任。
2017年9月15日、任期満了に伴う市川市長選挙に立候補する意向を表明。同年11月26日投開票の選挙に2度目となる立候補をしたが、開票の結果、高橋を含む候補者5人全員が法定得票数を満たさず、再選挙が決まった（高橋の得票数は5人中4番目）。その直後には「最多得票者とは約8,000票差。さらに新しい票を掘り起こしたい」と述べ、再選挙に挑む考えを表明したが、2018年4月の再選挙への立候補は見送った。
2020年9月、高橋が理事を務め、自宅に事務所のあるNPO法人Rightsが、3年以上にわたる事業報告書等の未提出を理由に千葉県よりNPO法人認証を取り消される。

## 略歴
- 2000年 - 特定非営利活動法人Rights 理事
- 2001年 - 明治大学理工学部建築学科
- 2001年 - 郁文館学園中高数学科非常勤講師
- 2003年 - 市川市議会
- 2007年 - 東京財団 研究員
- 2010年 - 松戸市 政策担当官・審議官・政策担当研究室長
- 2010年 - 中央学院大学 客員研究員
- 2012年 - 明治大学 客員研究員[12]
- 2012年 - 特定非営利活動法人Rights 代表理事[13]
- 2013年 - 一般社団法人生徒会活動支援協会 理事長
- 2014年 - 中央大学 特任准教授
- 2017年 - 一般社団法人生徒会活動支援協会 理事[14]
- 2018年 - 株式会社メルカリ社長室政策企画参事[15]

## 著書
- 高橋亮平編,小林庸平編,菅源太郎編,特定非営利活動法人Rights 編『18歳が政治を変える！』現代人文社、2008年10月。ISBN 9784877983963。
- 城繁幸、小黒一正、高橋亮平『世代間格差ってなんだ 若者はなぜ損をするのか?』PHP研究所、2010年6月。ISBN 9784569790213。
- 明治大学世代間政策研究所 編『20歳からの社会科』日本経済新聞出版社、2012年3月。ISBN 9784532261542。